# Synagoga Beit Bella w Tallinnie
Synagoga Beit Bella w Tallinnie (est. Tallinna sünagoog) – synagoga znajdująca się w Tallinnie, stolicy Estonii, przy ulicy Karu 16. Jest to pierwsza otwarta wolno stojąca synagoga w kraju od czasów zakończenia II wojny światowej.
Synagoga została zbudowana w latach 2006–2007, z funduszy prywatnych darczyńców. Projektantami budynku są estońscy architekci Kaur Stoor i Tõnis Kimmel. Uroczyste otwarcie nastąpiło 16 maja 2007 roku, z udziałem Prezydenta Izraela Szymona Peresa i Naczelnego Aszkenazyjskiego Rabina Izraela Jony Metzgera. Cała budowa kosztowała ponad 2 miliony dolarów. Obecnym rabinem synagogi jest Szmuel Kot, naczelny rabin Estonii.
Murowany budynek synagogi wzniesiono w stylu postmodernistycznym. Jest to bardzo przestronna konstrukcja, gdzie w głównej sali modlitewnej może się pomieścić 180 osób. Fasada synagogi to wielka szklana konstrukcja, zakończona półokrągłe.